# Toro (España)
Toro es un municipio y ciudad española de la provincia de Zamora, en Castilla y León.
La población de Toro se encuentra situada al sureste de la provincia de Zamora, en plena vega del Duero, a unos 33 km de la capital provincial. La superficie total del término municipal es de 324,86 km², dato que sitúa a este municipio como el de mayor superficie de su provincia, al ocupar algo más de un 3 % de su territorio. Administrativamente está formado por el núcleo que le da nombre, Toro, y por una serie de asentamientos de diferente carácter, como son el pequeño núcleo rural, con tratamiento de barrio, llamado Tagarabuena, la urbanización denominada El Gejo, y seis asentamientos menores como son La Estación, Monte la Reina, Granja Florencia, Villaveza, Villaguer y Estancia Piedra.
Toro es una ciudad histórica y monumental. La ciudad es reflejo de su notable papel histórico, de especial relevancia entre los siglos XII y XVI, en la que fue sede real y lugar de celebración de Cortes. Su casco histórico acoge auténticas joyas monumentales, entre las que destaca la Colegiata de Santa María la Mayor. En sus calles se percibe la imbricación de distintas etapas de su desarrollo histórico, siendo aún identificable la traza y los elementos clave de la estructura urbana fundacional, junto con el de otras etapas posteriores de su desarrollo. Otro de los elementos clave en la configuración de su estructura urbana es su emplazamiento sobre un accidente orográfico significativo, consistente en una considerable elevación del terreno y su ubicación próxima al Duero.
La ciudad ejerce una notable función de cabecera comarcal sobre un área rural circundante de 19 municipios, el denominado Alfoz de Toro, de los que 13 están situados al norte del río Duero y 6 al sur. Por su tamaño, es un núcleo intermedio, con un volumen de población significativo para la media de Castilla y León y que contribuye decisivamente con sus cerca de 9000 habitantes a aproximar la densidad comarcal a la que existe en el conjunto regional, cumpliendo su papel de cabeza de comarca de su área funcional.
El río Duero se configura como el elemento central del relieve y la morfología del municipio, atravesando el término de este a oeste. El río ha ejercido un drenaje espectacular del territorio de su amplio valle, que en algunos puntos puede superar los 6 km de anchura, determinando su particular fisonomía de terrazas, laderas, abarrancamientos y fondos de valle. El municipio se extiende por encima y debajo del río, con tierras principalmente cubiertas de viñedos, con las que se ha generado una cultura vitícola de alta calidad que se ha protegido con la Denominación de Origen Toro. A pesar de que su suelo cuenta con una alta ocupación por actividades agrícolas, el territorio municipal presenta importantes áreas protegidas que incluyen un lugar de importancia comunitaria (LIC), una zona húmeda catalogada y un monte de utilidad pública (MUP).

## Toponimia
El topónimo de esta ciudad se asocia normalmente con el macho bovino adulto, es decir, con el toro. De esta asociación surgió el mito, respaldado en este caso con la aparición en su término de un toro de piedra antiguo. Sin embargo, la etimología de Toro está documentada desde antiguo, siendo un derivado de «Campu Gothorum», es decir, de «campo de godos» que con el tiempo se convirtió en su actual denominación.

## Geografía
El término municipal de Toro se localiza en el cuadrante noroeste de la península ibérica y al oeste de la meseta Norte, en el centro de una de las zonas con mayor presencia de núcleos urbanos de toda Castilla y León. En sus 10 559 km² de superficie se produce la transición entre las llanuras cerealistas de Tierra de Campos y el relieve montuoso de las comarcas más occidentales, que culmina en las cumbres de más de 2000 m de la sierra de Sanabria. Por su parte, la ciudad de Toro se sitúa al este de la provincia de Zamora, a 32 km de la capital provincial, 36 km de Tordesillas, 62 km de Valladolid, 63 km de Medina del Campo, 72 km de Salamanca y 76 km de Benavente. Es una de las localidades ribereñas del río Duero, cuyo cauce atraviesa el término en sentido este-oeste. La ciudad se sitúa en un cerro elevado de unos 100 m de altura sobre la vega del Duero y a menos de 400 m de distancia de la margen derecha del río, con lo que su límite sur es una ladera que cuenta con una pendiente media del 25 %, a la que los toresanos llaman «La Barranquera».
La altitud del municipio oscila entre los 772 m en el Monte la Reina, y los 635 m a orillas del Duero. El pueblo se alza a 722 m sobre el nivel del mar.
El término municipal está atravesado por las siguientes carreteras:
- Autovía del Duero (A-11): une Zamora con Tordesillas
- Carretera nacional N-122: alternativa convencional a la anterior
- Carretera autonómica CL-602: permite la conexión con Alaejos y Medina del Campo
- Carretera provincial ZA-605: se dirige hacia Villabuena del Puente
- Carretera provincial ZA-611: se dirige hacia Valdefinjas y Venialbo
- Carretera provincial ZA-705: se dirige hacia Villavendimio
- Carretera provincial ZA-712: se dirige hacia Villardondiego
- Carretera provincial ZA-713: se dirige hacia Pozoantiguo
- Otras carreteras locales permiten la comunicación con Villalazán y San Román de Hornija

| Noroeste: Fresno de la Ribera y Villalube | Norte: Matilla la Seca, Pozoantiguo y Villardondiego | Nordeste: Villavendimio                                                                      |
| Oeste: Villalazán, Madridanos y Sanzoles  |                                                      | Este: Morales de Toro, San Román de Hornija (Valladolid) y Villafranca de Duero (Valladolid) |
| Suroeste: Venialbo                        | Sur: El Pego y Villabuena del Puente                 | Sureste: Castronuño (Valladolid)                                                             |

Además, su término incluye los enclaves de Peleagonzalo y Valdefinjas, ambos al suroeste, en la orilla sur del Duero.

### Hidrografía
El río Duero es el principal protagonista de la red hidrográfica del municipio, atravesándolo de este a oeste. Además cuenta con una importante red de afluentes entre los que destaca los ríos Bajoz y Guareña, junto con otros cauces secundarios como son la reguera de Villaveza, el arroyo de Adalia, el arroyo Reguera, el regato de Valdelapega, el arroyo la Tuda y el regato de la Gavia. Toda la red es de régimen pluvial, siendo por tanto su nota característica la irregularidad de su caudal, con periodo de aguas altas de enero a abril, siendo marzo el mes que aporta cifras máximas. En el tramo medio del arroyo Reguera se encuentra la laguna de Castrillo, zona húmeda catalogada que cuenta con una extensión aproximada de 4 ha.

### Clima
Toro cuenta con un clima mediterráneo continentalizado con cierta influencia del Atlántico. Los inviernos son largos y fríos (hasta –11 °C), mientras que sus veranos son cortos y calurosos (hasta 37 °C). La temperatura media anual se sitúa entre los 12 y los 13 °C (desde -11 a 37 °C) y tiene una pluviosidad escasa, con una media de en torno a los 350-400 mm anuales. Uno de sus rasgos más característicos es la gran diferencia térmica entre los días y las noches. Además, no es habitual la presencia de nieve, pero sí que las heladas se extiendan a la primavera.

### Espacios naturales
El término municipal de Toro cuenta con varios espacios protegidos, como son el LIC «Riberas del río Duero y afluentes» (ES4170083), la laguna de «Castrillo» (ZA24) y el monte de utilidad pública «El Pinar» (MUP 49146).

## Historia

### Edad Antigua

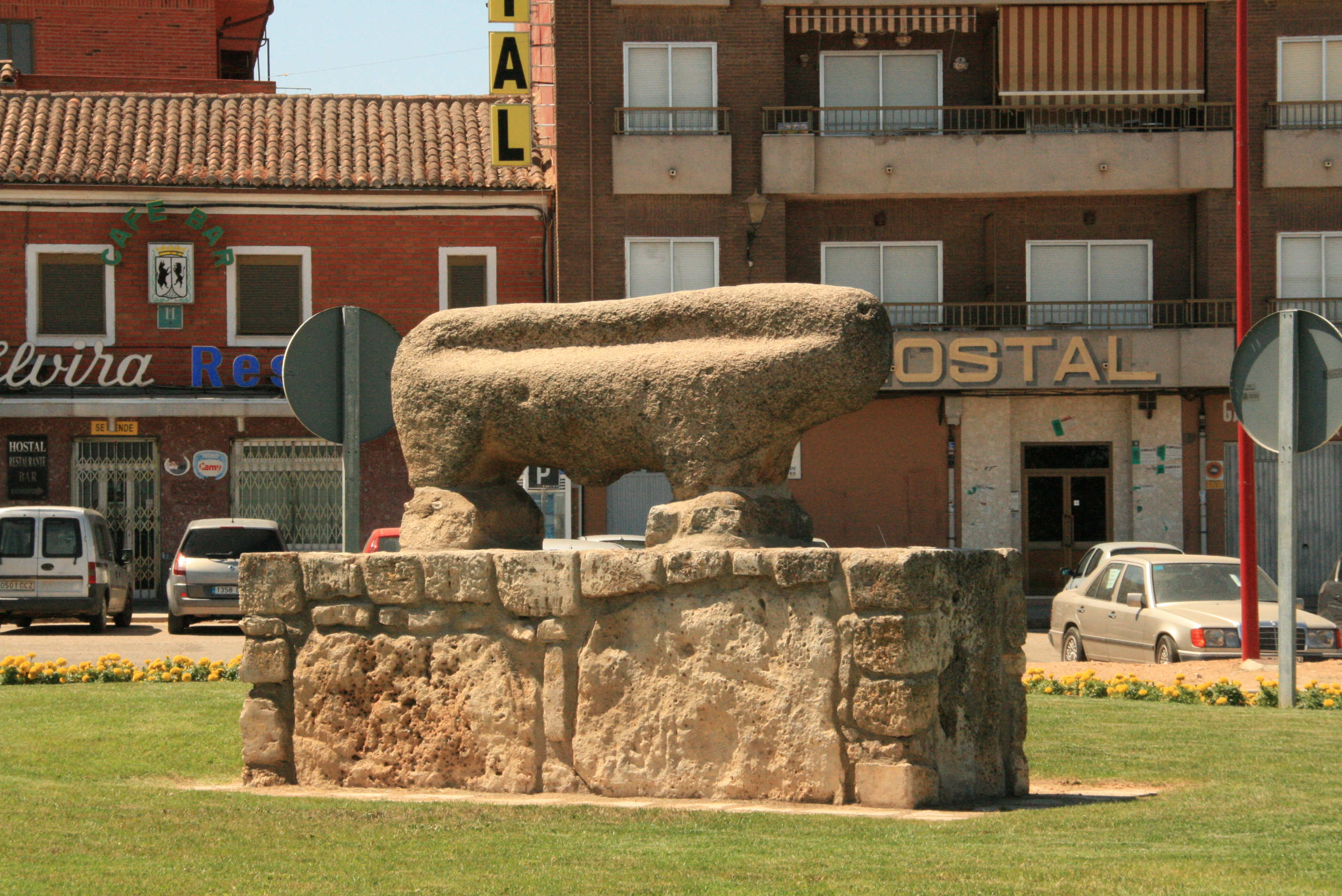
El denominado verraco es un toro de granito que fue hallado en la ciudad y que para muchos es el origen de su actual nombre. Algunos historiadores lo esgrimen para justificar que Toro fue el primitivo asentamiento vacceo de «Arbocala»

Existen diversas teorías sobre el primigenio asentamiento humano en el actual solar de la ciudad de Toro. De ellas la más aceptada se basa en el conjunto de piezas o vestigios arqueológicos de origen celtíbero que, según señala Navarro Talegón en su «Catálogo monumental de Toro y su alfoz», «patentizan la existencia de un castro que posiblemente se corresponda con la antigua ciudad vaccea citada por el geógrafo y astrónomo griego Ptolomeo» y que otro historiador mucho más reciente, Gómez-Moreno, «hizo coincidir» con la Arbocela del «Itinerario de Antonino» -recopilación de rutas del Imperio Romano-, situada en la calzada de Mérida a Astorga y Zaragoza, en el ramal de esta última que parte de Ocelu Duri. Una población que, según Navarro Talegón, cabe identificar con la «Arbocala», cuya conquista por Aníbal es mencionada por Tito Livio en sus «Décadas». De esa época sería uno de los principales símbolos actuales de la ciudad, el denominado verraco, un toro de granito que fue hallado en la ciudad por los repobladores cristianos en tiempos del Alfonso III de Asturias y que para muchos dio su actual nombre a la ciudad.
Más incierta es la presencia romana en la ciudad. El testimonio más evidente de esta época es el puente mayor sobre el río Duero, aunque su reconstrucción —casi por completo— de finales del siglo XII o principios del XIII han dejado muy pocos sillares almohadillados de fábrica romana. Los restos arqueológicos más abundantes fueron localizados en Tagarabuena, pedanía situada a un kilómetro de Toro. Las escasas huellas romanas, visigodas y musulmanas han llevado a que algunos historiadores defiendan que el primer asentamiento vacceo desapareció tras la conquista de Aníbal y que de existir alguna población, sería insignificante.

### Edad Media

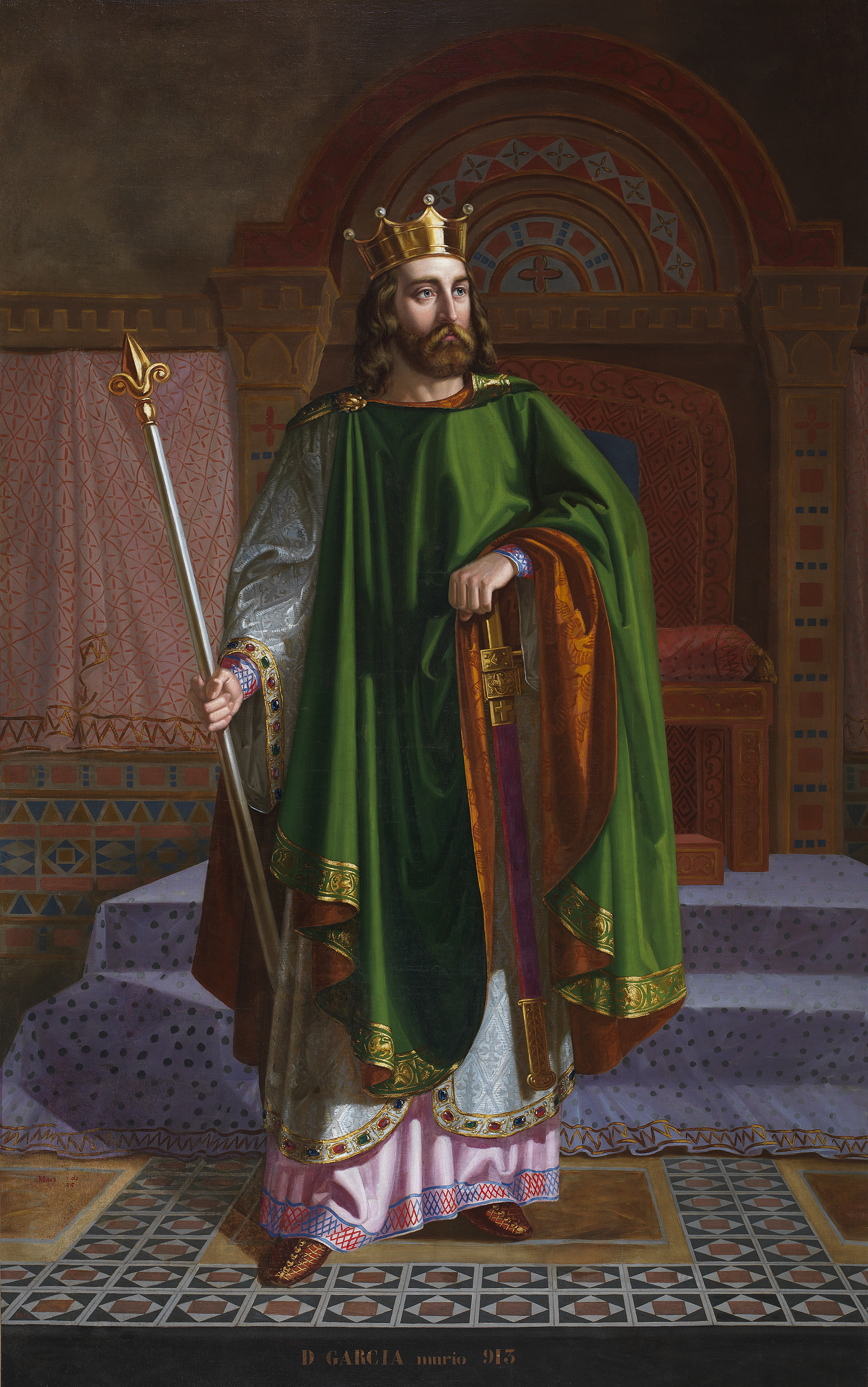
Cuadro de García I de León. En el 899, cuando todavía era infante, se encargó de la repoblación de Toro con gentes de diversos orígenes, principalmente grupos de mozárabes provenientes del sur. De esta época es el primer recinto amurallado y el alcázar

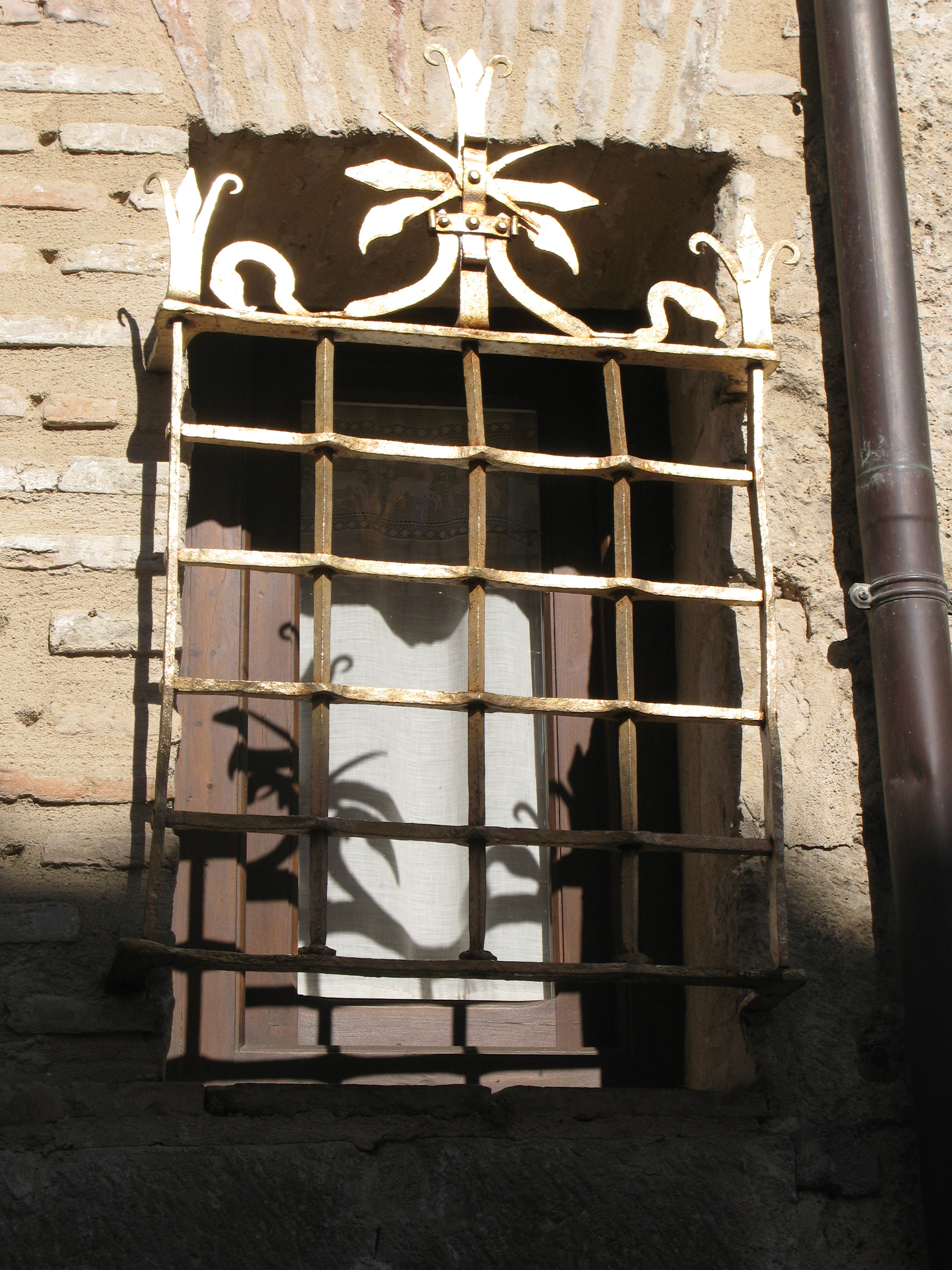
La Rejadorada, situada en el palacio del mismo nombre. En 1476, los toresanos partidarios de Isabel la Católica acordaron sublevarse contra los portugueses que ocupaban la ciudad. El gobernador Juan de Ulloa, valedor de la princesa Doña Juana (llamada por sus adversarios «la Beltraneja»), envió a la horca a todos los conjurados, pero ordenó dar garrote vil a Antonia García, esposa de Juan de Monroy, en la reja de su misma casa. Isabel la Católica, tras su entrada en Toro, mandó dorar esa reja en desagravio.

Leovigildo, rey de los visigodos, organizó en 573 una campaña contra los suevos, en la que estos últimos fueron derrotados en sucesivas ocasiones. El resultado final fue la sumisión del rey Miro a la supremacía visigoda, convirtiéndose en un federado de su corona. Además algunos autores indican que el rey visigodo también fundó «Villa Gothorum», la actual ciudad de Toro, a fin de usarla como baluarte contra los suevos y como lanzadera de la ocupación de lo que se denominó «Campi Gothorum» (Tierra de Campos). Sin embargo, otros autores defienden que dicha refundación no tuvo lugar y que la actual ciudad de Toro no fue ocupada en el período que va desde el abandono del primitivo castro celtíbero hasta su refundación en la época de la repoblación de finales del siglo IX, por lo que seguramente formó parte del denominado Desierto del Duero, que fue repoblado como bastión leonés.
El año 899 es conocido en la historia de Toro como el de la repoblación de la ciudad. Así lo atestiguó el cronista del rey Alfonso III de Asturias, el obispo Sampiro. La refundación, ya con el nombre de Toro, se realizó de la mano del infante don García con gentes de procedencia diversa, entre los que destacan grupos de mozárabes provenientes del sur —tal y como evidencian ciertas advocaciones de algunas parroquias y algunos fustes y capiteles de mármol— e incluso por mudéjares que en su mayor parte fueron mano de obra en la edificación de las diversas fortificaciones. Junto a ellos participaron gentes del norte, principalmente asturianos, vascones y navarros. A esta época pertenece la estructura primigenia de la ciudad y algunos de sus elementos patrimoniales más significativos, como son el primer recinto amurallado y el alcázar. La ciudad se concibió con las típicas características de las villas de repoblación de la época, potenciadas por su clara posición estratégica y defensiva entre los reinos cristiano y musulmán. Dicha posición estratégica le facilitó que adquiriera de forma rápida una notable relevancia, y con ello un importante desarrollo urbano.
La repoblación de Toro resultó imprescindible para la consolidación cristiana al norte del Duero. Como consecuencia, durante el siglo X recibió diferentes ataques de los gobernantes de Al-Ándalus. Sin embargo, las fuentes cristianas e islámicas silencian el nombre de Toro en relación con estas aceifas. Hacia 974, ya en el reinado de Ramiro III de León, Toro era considerada como cabecera de su comarca, el «Campo de Tauro».
La desintegración del califato cordobés produjo un periodo de estabilidad a comienzos del siglo XI. Esta situación fue aprovechada por Fernando I de León (1016-1065) para reorganizar la ciudad de Toro y por nuevos pobladores —provenientes del norte— que se asentaron en la ciudad, aunque de esta información tampoco hay datos precisos. Este monarca legó el señorío de Toro a su hija Elvira, pero su hermano, y primogénito, Sancho, no tardó en incorporar dicho señorío a sus territorios, donde los retuvo hasta su asesinato a las puertas de Zamora, volviendo de nuevo a manos de Elvira.
A partir del siglo XII la ciudad se convirtió en un centro de poder político, religioso y militar. Su nuevo rol, supuso una notable transformación urbana, dado que los distintos centros de poder acapararon los espacios más representativos de la pujante ciudad. En este sentido, el poder militar se articuló en torno a la plaza del Alcázar, el poder civil municipal en la plaza Mayor y el religioso construyó a partir de 1160 la colegiata de Santa María la Mayor y se reservó el espacio público previo. Su creciente importancia aumentó de forma decisiva tras la muerte del rey Alfonso VII de León, también llamado «el Emperador», como consecuencia de la separación de los reinos de León y Castilla, reforzando su papel de plaza fronteriza bajo las políticas del reino de León. Como consecuencia, la ciudad creció con nuevos asentamientos extramuros que dieron paso a la construcción de una segunda cerca, la «cerca del arrabal», que fue iniciada hacia el 1208, ya bajo el reinado de Alfonso IX de León.
Con el siglo XIII se inició la etapa de mayor esplendor de la ciudad de Toro, en la que la sociedad civil se centró en la actividad comercial, abandonando progresivamente la militar. Se considera que el detonante de esta tendencia fue la promulgación del primer fuero de la villa, otorgado en 1222 por Alfonso IX de León. Este hito supuso el despegue de algunas de las actividades que sustentan actualmente la economía toresana, como son la horticultura o el viñedo. Durante esta época el poder religioso mantuvo su cuota de poder —debido a los notables beneficios económicos que aportaba a la monarquía—, la nobleza se posicionó en un protagonismo de primer orden y se implantaron las instituciones civiles del alcalde o el juez. Como consecuencia, la ciudad de Toro fue escenario de numerosos acontecimientos y sucesos históricos. De esta época destaca la figura de María de Molina, precursora de algunos de los principales monasterios de la ciudad, como el de San Ildefonso o el de Sancti Spiritus el Real.
En el siglo XIV se desarrolló aún más la actividad comercial y artesana en Toro. De esta forma, se creó una diversidad de oficios y actividades que se agruparon por gremios en calles (de Hornos, Candeleros, Odreros o la Plata) y plazas (de las Uvas, de la Paja o de Bollos). El impulso económico también contó con el respaldado de la corona, al conceder al concejo de Toro una feria franca que se celebró en los quince días siguientes a la virgen de agosto y que actualmente se conoce como «Ferias y Fiestas de San Agustín». Este notable empuje económico dejó su impronta en la estructura urbana de la ciudad, siendo su mejor ejemplo los numerosos monasterios, conventos, hospitales y viviendas señoriales que se construyeron.
A finales de la Edad Media la ciudad era uno de los principales núcleos urbanos de la Corona de Castilla, por lo que formó parte del grupo de dieciocho ciudades que podían enviar procuradores con derecho a voto en las Cortes de Castilla, estatus que fue germen de la posterior provincia de Toro. Esta fue una época en la que se acusó una cierta pérdida de poder de la corona en beneficio de la nobleza. En este contexto, la posición estratégica de Toro terminó situándola en un primer plano de la guerra de sucesión castellana, siendo finalmente escenario de la batalla de Toro el 1 de marzo de 1476 entre los partidarios de la princesa Doña Juana (llamada por sus adversarios «la Beltraneja»), y los seguidores de su tía y futura reina Isabel (conocida como «la Católica»).

### Edad Moderna

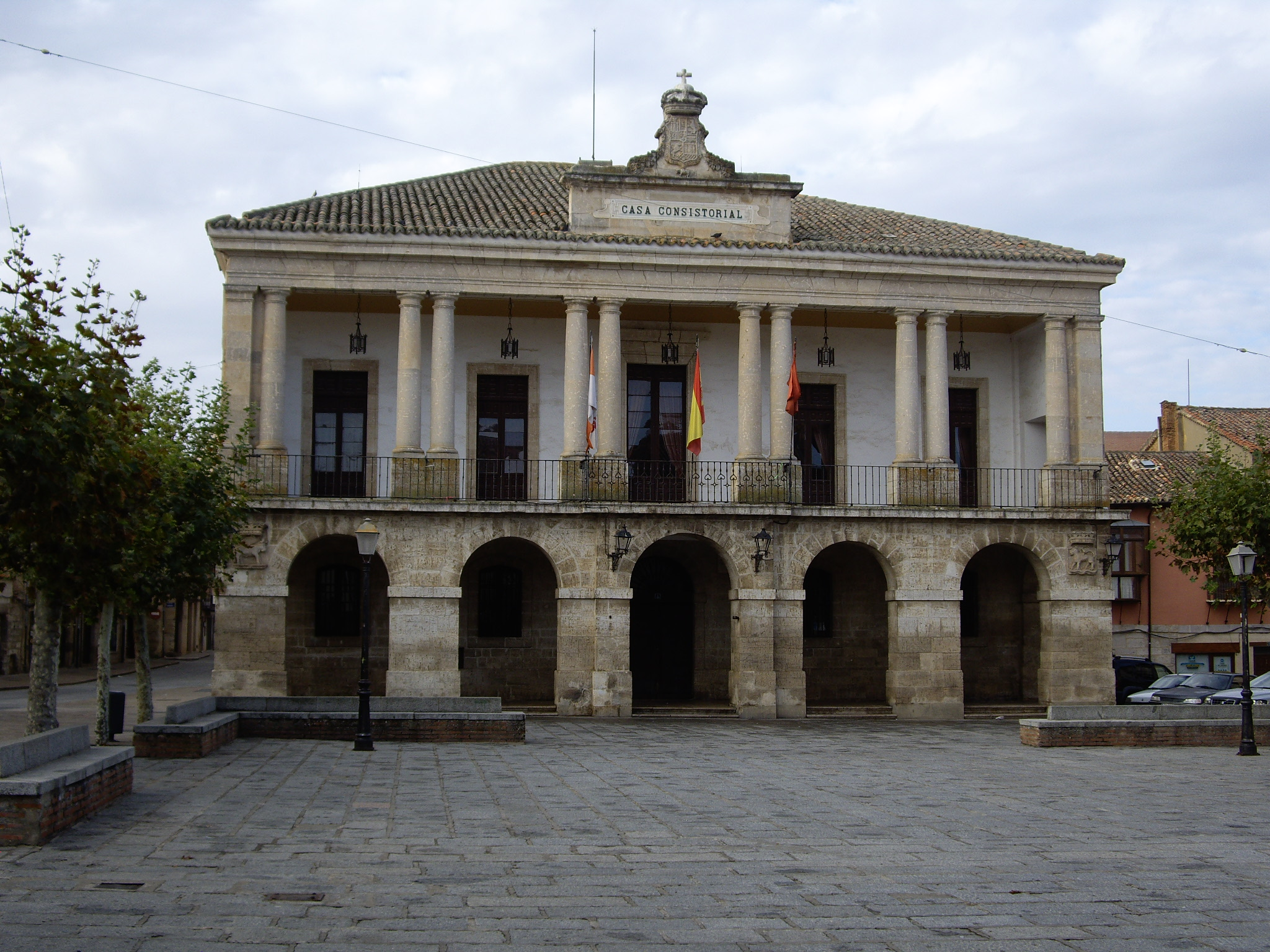
La Casa Consistorial es un edificio reconstruido en 1778 por el arquitecto de la corte Ventura Rodríguez en estilo barroco clasicista y que preside la plaza Mayor de la ciudad

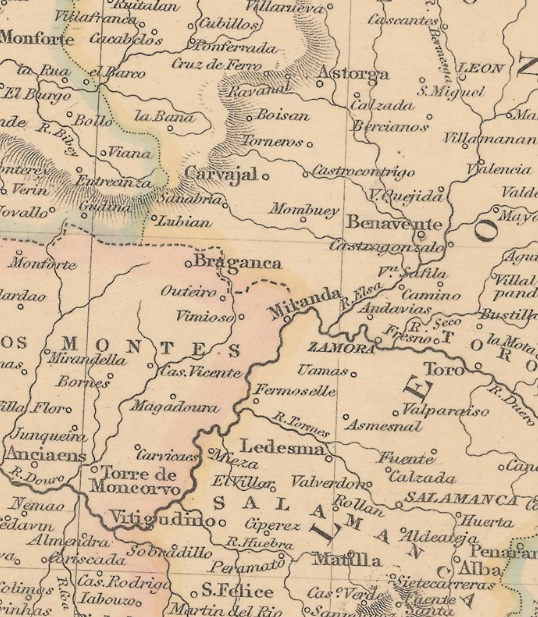
Detalle del mapa Spain and Portugal realizado por John Betts en 1838, en el que se puede apreciar la ciudad de Toro

Provincia de Toro en 1800

La expulsión de los judíos de España de 1492 afectó de lleno a Toro que contaba con el barrio de la Judería en la zona este de la ciudad. En 1505 se reunieron en Toro las Cortes de Castilla para cumplir con dos importantes hechos: confirmar el testamento otorgado por la reina difunta, por el que se proclamaba reina de Castilla y heredera de todos sus reinos y tierras a su hija doña Juana (que con ello pasaba a ser la reina Juana I), y se promulgaba un ordenamiento conocido como las Leyes de Toro que habían sido redactadas poco antes del fallecimiento de la reina Isabel. Las Leyes de Toro se promulgaron el 7 de marzo de 1505 y recogen un total de 83 leyes que resolvían múltiples cuestiones relacionadas especialmente con el derecho civil.
El inicio del siglo XVI fue convulso, siendo un claro ejemplo el levantamiento armado de los comuneros y la consiguiente guerra de las Comunidades de Castilla. Durante este conflicto Toro se unió a las filas comuneras, aunque sin incidentes como en otros lugares. Y extrañamente, la ciudad contó al principio de la revuelta con dos corregidores: el doctor Valdivielso, nombrado por los comuneros, y Carlos de Guevara, que intentaba en lo posible vigilar que la situación de la ciudad no se le fuese de las manos. Finalmente, este último debió abandonar Toro el 15 de enero de 1521, en el plazo de una hora, bajo la amenaza de ser condenado a muerte.
Desde un punto de vista urbanístico, la ciudad mantuvo una línea continuista de crecimiento, en el que destacan las numerosas fundaciones religiosas, provocadas por la llegada de Carmelitas, Mercedarios Calzados, Agustinos o los Canónigos Regulares de San Antonio Abad, que se completarían durante el siguiente siglo con la llegada de nuevas órdenes como los Capuchinos y los Franciscanos Descalzos. De esta época es ejemplo el grabado que el dibujante paisajista flamenco Anton van den Wyngaerde dedicó a Toro y en el que se ve que el paraje de «Las Barranqueras» —actualmente arrasado— tenía un buen número de iglesias que han podido corroborarse desde un punto de vista arqueológico cuatro siglos más tarde.
El siglo XVII marcó una clara tendencia de decadencia política y social en la ciudad de Toro, cuyo origen subyace en la derrota de Villalar y en la consiguiente creación del Estado centralista y oligárquico impuesto por la monarquía. La situación provocó un empobrecimiento de la ciudad que se fue acusando con el paso de los años, pasando de ocupar una posición de privilegio a reducirse a ser un pueblo más de la corona. Como consecuencia Toro sufrió una sangría demográfica —el censo pasa de los cerca de 4000 habitantes de 1591 a los no más de 800 de comienzos del siglo XVII— y una reruralización en la que su economía se basó en su pujante sector primario, con el cereal y el vino al frente. La ciudad fue descrita en la novela picaresca «El donado hablador, vida y aventuras de Alonso, mozo de muchos amos» (1624) del médico y escritor murciano Jerónimo de Alcalá. El capítulo quinto del libro, al narrar las andanzas de Alonso en Toro, la describe de la siguiente forma: «... la ciudad de Toro, una de las mejores que hay en Castilla la Vieja: abundante, rica, bien cercada, amigable sitio, famosa por su caudaloso y soberbio río, con quien vienen acompañados otros seis, que todos siete fertilizan la tierra y dan gran número de pesca a los naturales y extranjeros; demás por la gran cosecha que tiene de pan y vino y tanta diversidad de frutas, con que provee a muchos lugares y ciudades del reino: tanta es la abundancia que en ella se coge.»
El retorno a las actividades tradicionales permitió que la ciudad recuperara paulatinamente el pulso económico. La agricultura siempre fue el motor económico de la villa, destacando las importantes rentas que proporcionaban los viñedos y la producción de vino, incluso en aquellas épocas caracterizadas por la inestabilidad del mercado de cereales. Como consecuencia, la ciudad fue recobrando su posición económica y demográfica, viendo con ello una nueva etapa de esplendor que se vio reconocido cuando en 1749 asumió los partidos de Carrión y Reinosa como capital de la provincia de Toro. De esta época son el Ayuntamiento, la Torre del reloj, el Hospital General de Nuestra Señora de las Angustias y numerosas obras públicas, a las que se unió el incremento de otras actividades económicas en la ciudad al asentarse en ella un buen número de artesanos y artistas.
El Diccionario Geográfico de 1763 describía a la ciudad de Toro del siguiente modo: Toro, Taurus, antigua, y considerable Ciudad de España en el Reyno de Leon, famosa por la batalla en que los Portugueses fueron derrotados por Don Fernando el Catholico, y auyentado el Rey de Portugal Don Alonso V en 1476, y por sus generosos vinos. No es tan considerable como en otro tiempo. Se han celebrado en ella Cortes em varias ocasiones, y en algunas de estas se establecieron las famosas Leyes de Toro. Es patria del Rey Don Juan el Segundo de Castilla, y de otros hombres ilustres. Tiene una insigne Colegiata, que antiguamente fue Cathedral, y se trasladó a Zamora. Está en la ribera derecha del Duero, donde tiene un gran puente, al fin de una llanura hermosa, y fértil.

### Edad Contemporánea
La bonanza económica se ve truncada a principios del siglo XIX, especialmente tras la división territorial de España en 1833, en la que Toro pierde la capitalidad de provincia y pasa a integrarse como una localidad más de la provincia de Zamora, dentro de la Región Leonesa. La situación de declive se ve acrecentada por los diversos brotes de plagas en las cosechas y las excesivas cargas tributarias a las que estaba sometida. El estancamiento del sector primario dará paso a una sociedad basada en el comercio y la industria, junto con la aparición de algunos elementos más característicos de la ciudad moderna, como la travesía de la carretera Zamora-Tordesillas, que supuso una mejora sustancial de la comunicación de la ciudad y que posteriormente se vio complementada con la llegada del ferrocarril y la construcción del puente de hierro. De esta época son también los primeros grandes espacios públicos contemporáneos -como la plaza de San Francisco o los Paseos del Carmen y del Espolón- y nuevos equipamientos como el cementerio, el mercado, el teatro Latorre o la plaza de toros, entre otros.

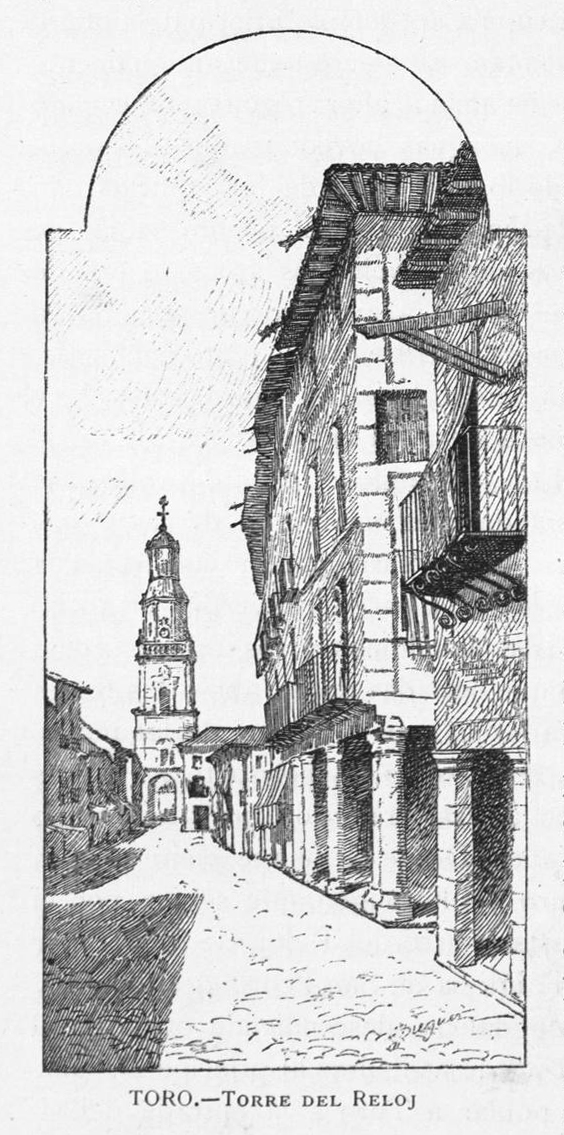
Torre del Reloj en el

La descrita situación de declive, en comparación con la grandeza pasada, fue recogida por el francés Alexandre de Laborde en 1809 en su Itinerario descriptivo de las provincias de España (traducida al español en 1816), donde daba la siguiente descripción de la ciudad: Toro, ciudad situada en el extremo de una llanura sobre un collado eminente por cuya falda pasa el río Duero. Contiene 21 parroquias, 14 conventos de ambos sexos, 3 hospitales, y algunos quarteles, todo lo qual manifiesta la grandeza que tuvo en otro tiempo, hallándose en el día reducida a unos 7500 habitantes. Sus calles son hermosas; pero hay poca policía. Tiene 4 puertas principales, y un delicioso paseo llamado el Espolón. Esta ciudad se hizo célebre por haberse formado en ella las famosas Leyes llamadas de Toro; y por las cortes que en ella se han celebrado muchas veces. No lo es menos por la completa victoria que en sus inmediaciones consiguió D. Fernando el Católico contra Alfonso Vº rey de Portugal, en el año 1476.

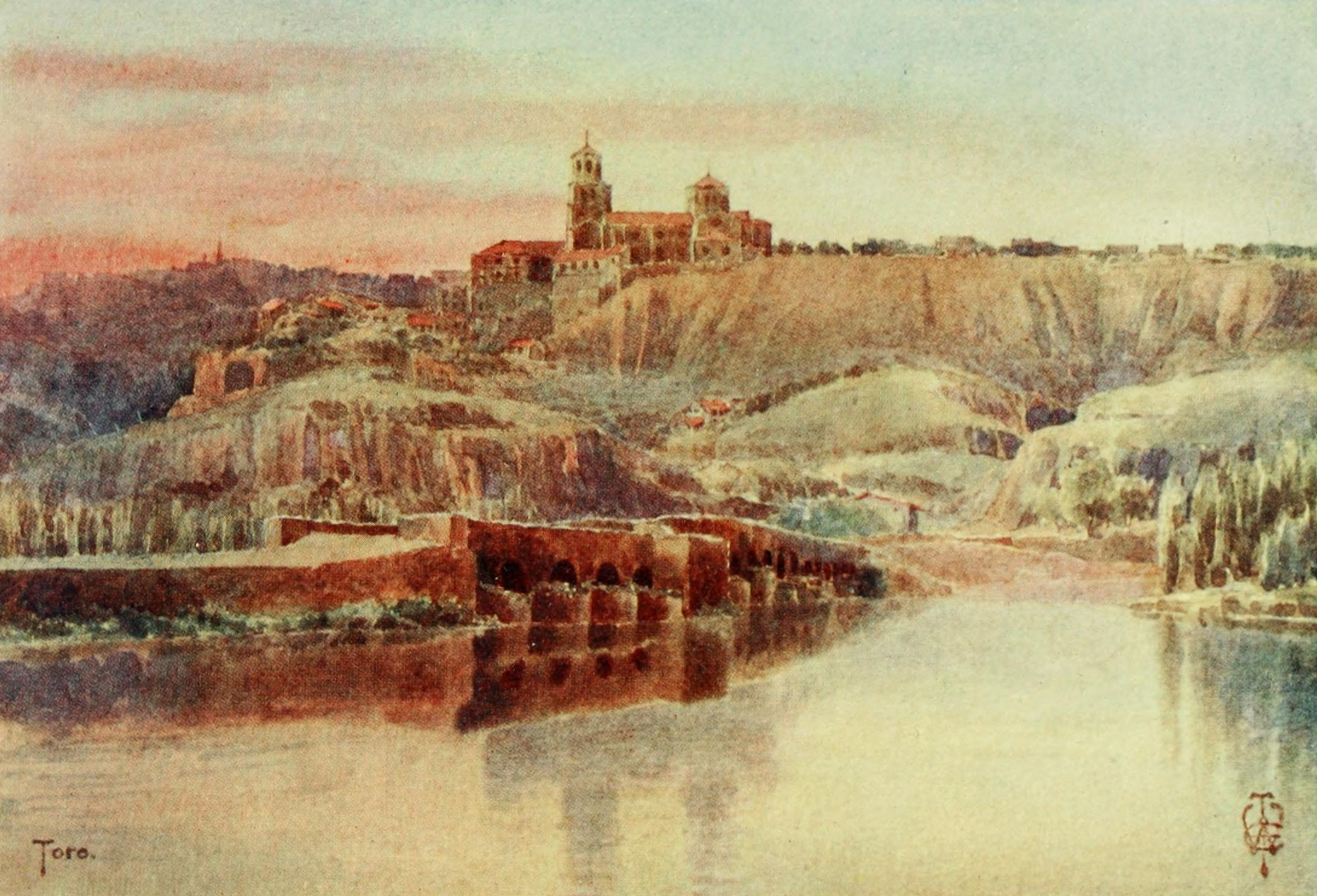
Vista de Toro desde el Duero, acuarela de Edgar T. A. Wigram, publicada en su obra Northern Spain en 1906

 A mediados del siglo XX se inicia una nueva etapa de recuperación económica, derivada en gran medida de la llegada de los canales de riego —canales de Toro y San José— y la consiguiente optimización de los regadíos. Surgen las primeras estructuras industriales importantes relacionadas con la agricultura, como los silos del Servicio Nacional de Trigo, la Azucarera o la Granja Florencia. Por el contrario, durante esta centuria se produjo la decadencia ciertas actividades económicas tradicionales como la alfarería, de las que llegaron a coexistir hasta treinta alfares a comienzos de siglo, siete tras la Guerra Civil y una durante las últimas décadas del siglo y hasta su desaparición en la primera década del siglo XXI. También se construyen las primeras promociones de vivienda —obra sindical— y con ellos los barrios de Eusebio Rebolledo, Francisco Temprano y el Carmen, junto con los primeros equipamientos periféricos. La pérdida de funcionalidades del centro histórico conlleva su última transformación, adaptándolo a un papel más asociado al de recurso turístico y comercial.

## Demografía
Toro cuenta con una población de 8369 habitantes (INE 2024).
| Gráfica de evolución demográfica de Toro entre 1842 y 2021 |
| |
| Población de derecho según los censos de población del INE Población de hecho según los censos de población del INEEn 1970 crece el término del municipio porque incorpora a Tagarabuena |

Desglose de población según el Padrón Continuo por Unidad Poblacional del INE.
| Núcleos          | Habitantes en 2017 |
| ---------------- | ------------------ |
| Toro             | 8521               |
| Tagarabuena      | 352                |
| El Gejo          | 39                 |
| La Azucarera     | 10                 |
| Granja Florencia | 24                 |
| Monte la Reina   | 19                 |
| Villaguer        | 5                  |
| Villaveza        | 4                  |

## Economía
La base de la economía del municipio está sustentada por el sector primario, destacando especialmente su trayectoria vitivinicultora que se ha visto reconocida y amparada bajo la Denominación de Origen Toro. En el sector secundario destaca la industria agroalimentaria, principalmente las bodegas de vino, pero también otras que han teniendo bastante influencia en la economía local como la azucarera u otras empresas transformadoras, tanto de productos lácteos como de panadería-repostería.
El vino

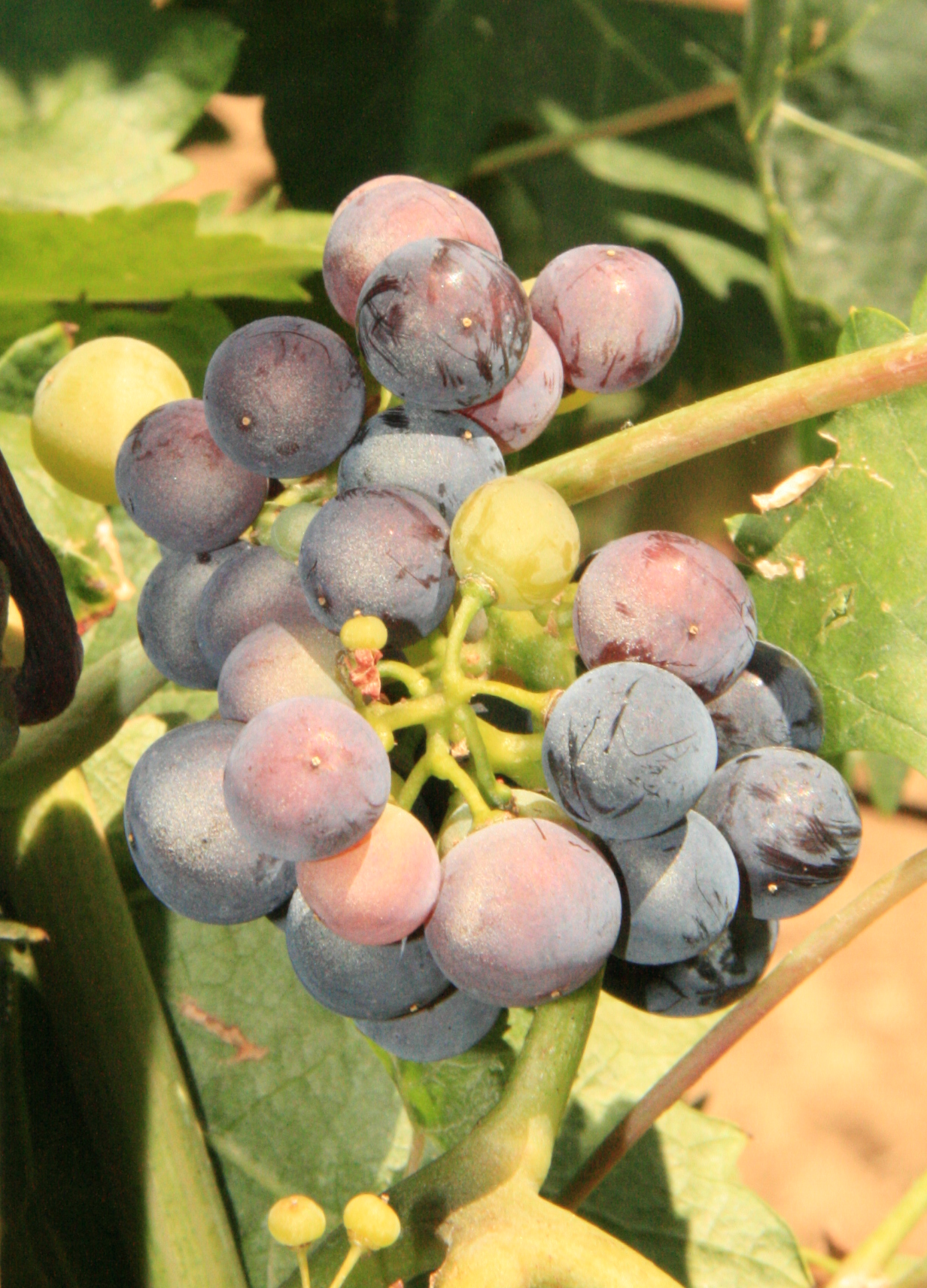
«Tinta de Toro», variedad española de uva vinífera tinta, autóctona del territorio de la denominación de origen «Toro»

De este vino se habló desde épocas medievales pero de origen prerromano, referenciado en innumerables obras literarias de autores como Góngora, Quevedo, o el arcipreste de Hita, entre otros.
Los privilegios comerciales de Toro han sido innumerables desde los romanos, que se abastecían de tan exquisito elixir y que siglos más tarde facilitó a sus artesanos y por extensión a su ciudad, de privilegios reales. Incluso acompañó a la tripulación del descubrimiento de América y sació la sed de innumerables provincias en las que estaba prohibida toda importación no originaria de la propia tierra.
Dadas las excepcionales condiciones climatológicas que se prestan en la zona, la variedad Tinta de Toro madura temprano, esto da la oportunidad para que las bodegas elaboren además, vinos por el sistema de maceración carbónica (encubado de racimos enteros), estos vinos fragantes, frescos y aromáticos se empiezan a comercializar a partir del mes de noviembre, dentro del mismo año de la recolección de la uva.
Son reconocidos los licores elaborados por la comunidad de frailes del Convento de los Padres Mercedarios.

## Símbolos
Escudo Heráldico: escudo partido. El primero, de oro, un toro al natural rampante. El segundo, de plata, un león rampante de gules. Escudo entado en punta de sinople.

El significado de estas armas, según diversos autores como Enrique Fernández-Prieto o Diógenes Piedrahíta, se explicaría de la siguiente manera:
- El toro rampante se explicaría por coincidir el nombre de este animal con el de la ciudad, por lo que podríamos hablar de un escudo "hablante" en ese aspecto.
- El león rampante de la segunda mitad del escudo se debe a la pertenencia histórica de la ciudad de Toro al Reino de León, por lo que el escudo de la ciudad integra en su blasón el del reino en el que se integra.[39][40]

## Administración y política

### Gobierno municipal
| Periodo   | Nombre                      | Partido | Partido                                  |
| --------- | --------------------------- | ------- | ---------------------------------------- |
| 1979-1983 | Ignacio Ortiz               |         | Unión de Centro Democrático (UCD)        |
| 1983-1987 | Ignacio Ortiz               |         | Alianza Popular (AP)                     |
| 1987-1991 | Ignacio Ortiz               |         | Partido Popular (PP)                     |
| 1991-1999 | Agustín Asensio             |         | Partido Socialista Obrero Español (PSOE) |
| 1999-2015 | Jesús Andrés Sedano Pérez   |         | Partido Popular (PP)                     |
| 2015-2023 | Tomás del Bien Sánchez      |         | Partido Socialista Obrero Español (PSOE) |
| 2023-2024 | Rafael González Franco      |         | Partido Popular (PP)                     |
| 2024-act. | María Ángeles Medina Calero |         | Partido Socialista Obrero Español (PSOE) |

| Partido político                         | 2023  | 2023  | 2023       | 2019  | 2019  | 2019       | 2015  | 2015  | 2015       | 2011  | 2011  | 2011       | 2007  | 2007  | 2007       | 2003  | 2003  | 2003       |
| Partido político                         | %     | Votos | Concejales | %     | Votos | Concejales | %     | Votos | Concejales | %     | Votos | Concejales | %     | Votos | Concejales | %     | Votos | Concejales |
| Partido Popular (PP)                     | 31,73 | 1455  | 4          | 24,83 | 1221  | 3          | 30,56 | 1626  | 4          | 49,23 | 2789  | 7          | 52,45 | 2971  | 7          | 65,25 | 3647  | 9          |
| Partido Socialista Obrero Español (PSOE) | 26,97 | 1237  | 4          | 51,22 | 2518  | 8          | 59,63 | 3173  | 9          | 42,29 | 2396  | 6          | 40,04 | 2268  | 6          | 27,18 | 1519  | 4          |
| Nos Movemos por Toro (NMPT)              | 20,63 | 946   | 3          | —     | —     | —          | —     | —     | —          | —     | —     | —          | —     | —     | —          | —     | —     | —          |
| Futuro (F)                               | 10,55 | 484   | 1          | —     | —     | —          | —     | —     | —          | —     | —     | —          | —     | —     | —          | —     | —     | —          |
| Zamora Sí (ZSi)                          | 6,58  | 302   | 1          | —     | —     | —          | —     | —     | —          | —     | —     | —          | —     | —     | —          | —     | —     | —          |
| Ciudadanos (CS)                          | —     | —     | —          | 18,3  | 900   | 2          | 5,06  | 269   | 0          | —     | —     | —          | —     | —     | —          | —     | —     | —          |

#### Evolución de la deuda viva municipal
El concepto de deuda viva contempla solo las deudas con cajas y bancos relativas a créditos financieros, valores de renta fija y préstamos o créditos transferidos a terceros, excluyéndose, por tanto, la deuda comercial.
| Gráfica de evolución de la deuda viva del Ayuntamiento entre 2008 y 2023                       |
|                                                                                                |
| Deuda viva del Ayuntamiento de Toro, en miles de euros, según datos del Ministerio de Hacienda |

## Cultura

### Patrimonio

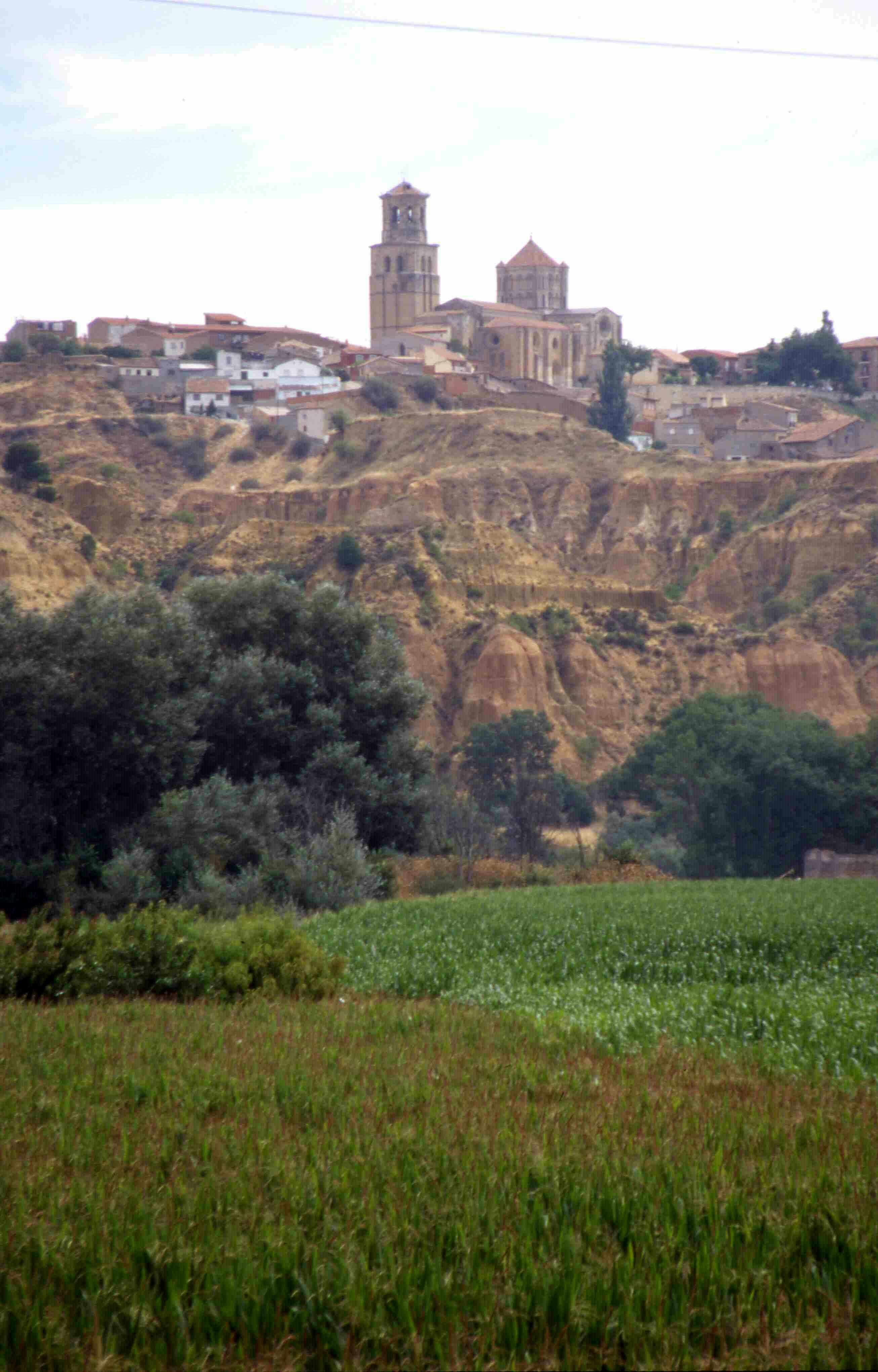
Panorámica de la ciudad

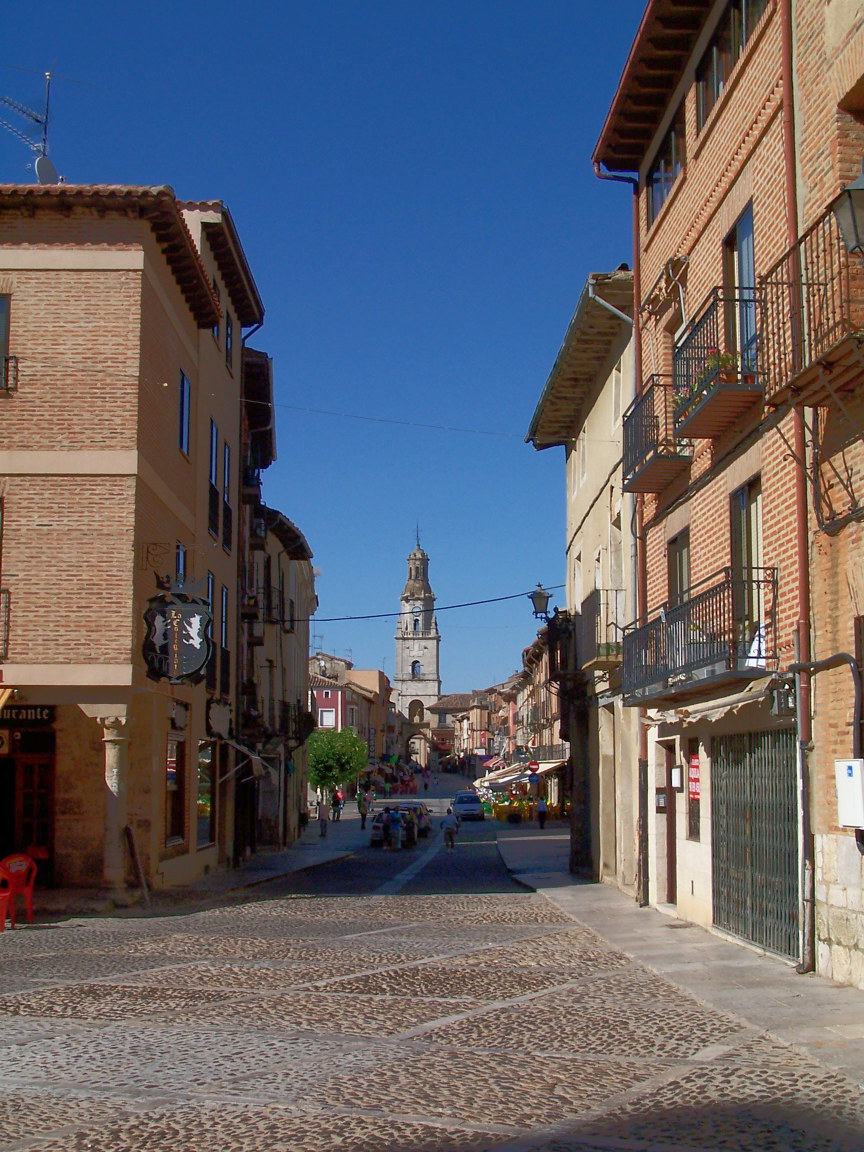
Casco histórico

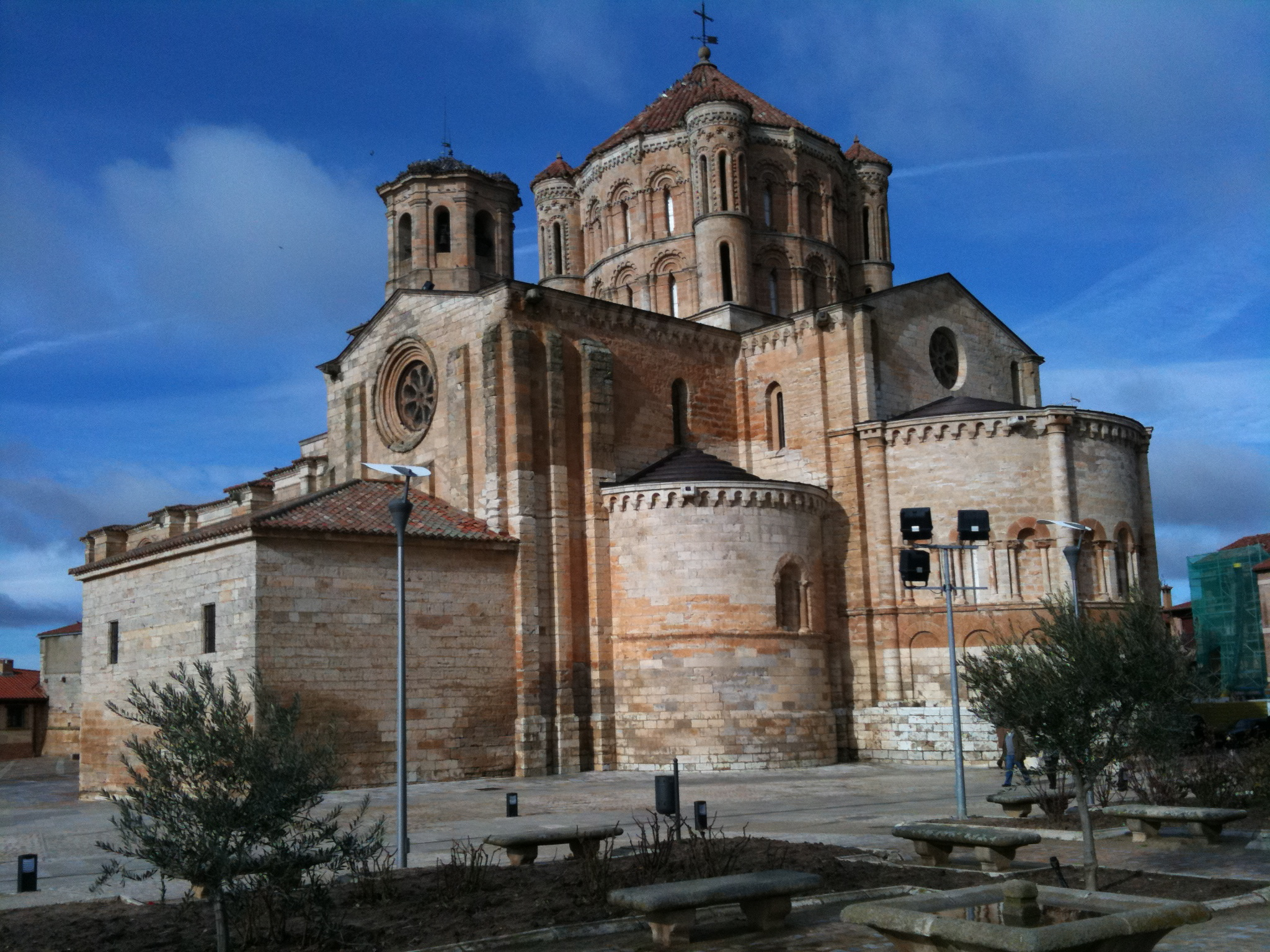
Colegiata de Santa María La Mayor

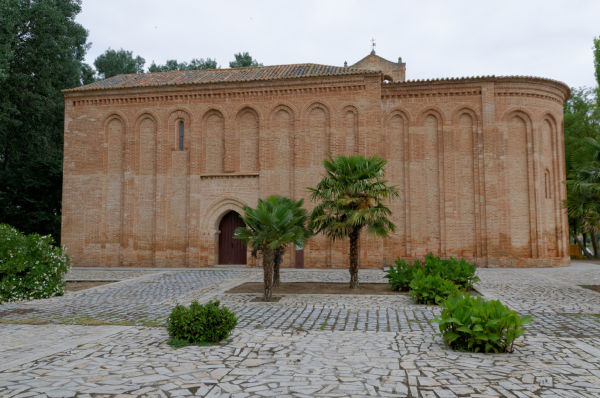
Ermita de Santa María de la Vega

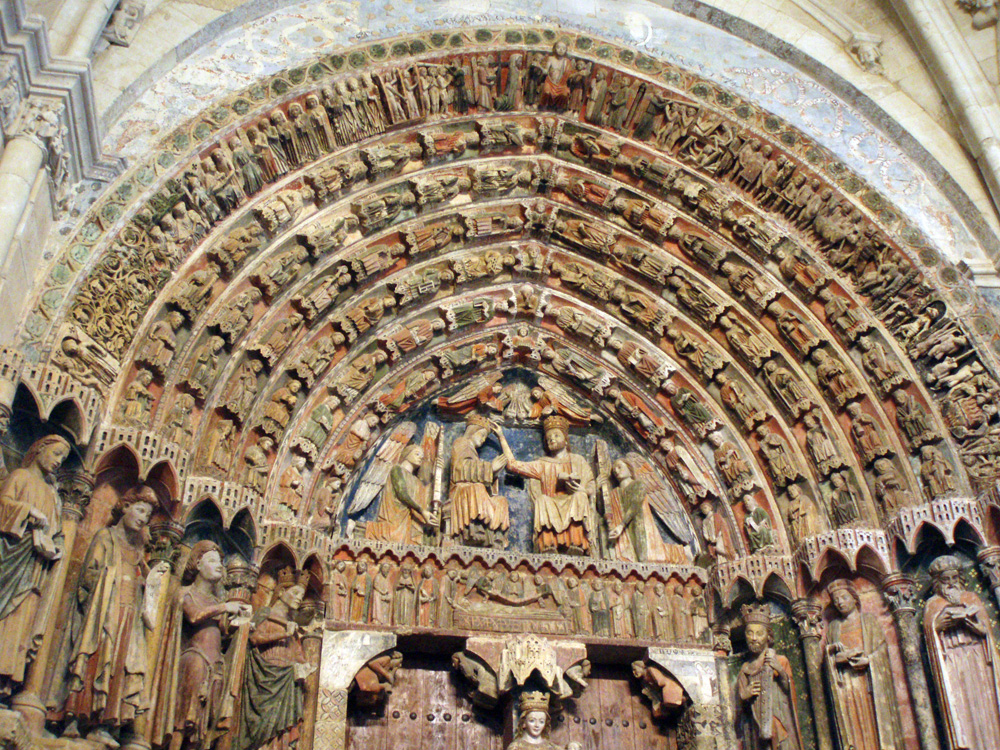
Pórtico de la Majestad, en la Colegiata

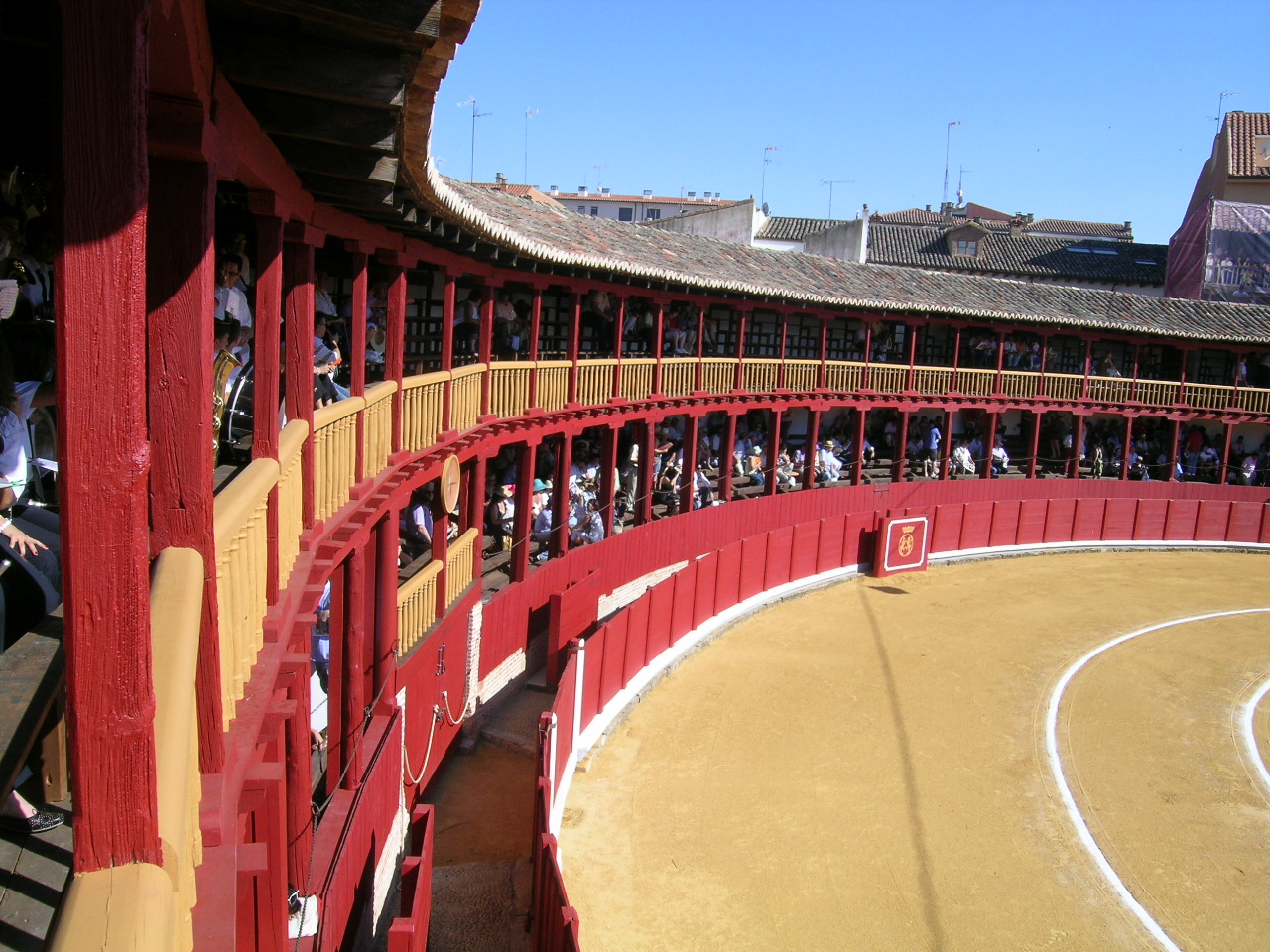
Plaza de toros

La ciudad de Toro cuenta con una notable presencia de recursos culturales y patrimoniales que le valieron la declaración de Conjunto histórico-artístico por Decreto de 24 de octubre de 1963.
Además cuenta con un buen número de edificaciones que por su singularidad y extraordinario valor han sido declaradas Bienes de Interés Cultural, o bien iniciado sus procesos de declaración a través de la incoación del expediente correspondiente. Se trata de 11 edificaciones y el puente histórico de la ciudad, todos ellos con la categoría de monumento:
1. Alcázar de la Ciudad de Toro es la edificación más antigua de la ciudad, junto con los restos de la primera cerca de la ciudad. Se trata de una arquitectura fortificada, construida en el siglo X, de forma rectangular con siete cubos macizos situados en las esquinas y en la parte media de cada lienzo, a la que se debería añadir una torre del homenaje demolida en el siglo XIX. El Alcázar es una construcción de cal y canto rodado, con sus caras chapadas de piedra caliza.
2. Colegiata de Santa María la Mayor, del siglo XII (que a su vez cuenta con el Pórtico de la Majestad), rómanica y gótica. En la sacristía está el famoso cuadro de la Virgen de la mosca (siglo XVI), así como un Calvario de marfil único en España y una custodia de plata que estuvo en Londres hasta hace muy pocos años.[44]
3. Monasterio de Sancti Spiritus el Real. En él se encuentra el Museo de Arte Sacro de Toro, donde se encuentra una colección única de sargas policromadas siglo XVI, con escenas de la Pasión tomadas de estampas italo-flamencas de grandes dimensiones. La principal obra de arte del monasterio es el sarcófago mausoleo de Beatriz de Portugal, reina consorte de Castilla y León. Del inmueble también destaca su coro, iglesia, claustro, sala capitular y refectorio, entre otros.
4. Santa María de la Vega.
5. San Lorenzo el Real
6. Los restos de San Pedro del Olmo
7. Iglesia de San Sebastián.
8. Iglesia del Santo Sepulcro..
9. San Salvador de los Caballeros
10. Plaza de toros construida en 1828, toda ella de madera. Reinaugurada en julio de 2010.
11. Puente del siglo XV.
12. Teatro Latorre.

También tiene que señalarse como Bienes de Interés Cultural, atendiendo a las declaraciones genéricas, la primitiva cerca de la ciudad, con las puertas que se mantienen en pie, especialmente la puerta de Mercado, así como el importante conjunto de blasones que jalonan buena parte de la arquitectura noble de la ciudad.
La presencia de una arquitectura palacial, vinculada a la nobleza es también característica de la ciudad, con una abundancia de arquitectura especialmente de los siglos XVI y XVII, época de esplendor de la ciudad. Todo el conjunto de palacios y casas solariegas son el ejemplo más destacado de la arquitectura civil de la ciudad, entre las que se debe destacar: el palacio de los Ulloa, el palacio de los marqueses de Santa Cruz de Aguirre, el palacio de los marqueses de Alcañices, el palacio de los Condes de Catre, el palacio de los Monsalve, el palacio de la Nunciatura (Solar de los Manso), el palacio de los marqueses de Mota y condes de Villalonso, el palacio de los marqueses de San Miguel de Gros (casa de las Bolas), el palacio de Ruiz Pazuengo, el palacio de Salazar y Montalvo, el palacio de Verdenoso, el palacio de Samaniego, el palacio de Fonseca, el palacio de Frontaura y Victoria, el palacio de los marqueses de Valparaíso (Vivero), el palacio de los condes de Fuentesaúco (Deza y Águila), el palacio de Amavizcar, el palacio de López, o el palacio de Zapata.
Por otra parte, y ya prácticamente desaparecido en la actualidad a causa de la desamortización de Mendizábal (solo subsiste la portada, que fue trasladada a San Julián de los Caballeros en 1879), fue muy importante el dominico Convento de San Ildefonso, fundado en Toro por disposición de la reina María de Molina (1260-1321), esposa de Sancho IV de Castilla, entre los años 1285 y 1290, y señora del lugar. Sin embargo, la mayor cantidad de datos sobre el convento se encuentran el Libro becerro de San Ildefonso de Toro (1621), obra de Juan Padrón Montemayor que se encuentra en el AHN. Ahí dice que lo fundó en 1275 y que en 1284 adquirió sus solares y casas, que donó al convento en 1285. En 1290, 1294, 1302, 1308 y 1321 se siguió ampliando con nuevos solares y reformas siempre promovidas por la reina María de Molina, que falleció en 1321. Después se añadieron además nuevas contribuciones de carácter privado por parte de sus devotos y nobles vecinos, que formaban parte de la Cofradía de San Pedro Mártir; incluso el papa Martín V concedió indulgencias a quienes visitaran su capilla de la Asunción. Tenía además adjuntas no solo unas casas o dependencias reales, sino la ermita de Santa María la Blanca, incorporada al convento hasta que se edificó la iglesia conventual (Santa María la Nueva), terminada tras el óbito de la fundadora, de tres naves; en 1348 el convento ya se menciona bajo la advocación de San Ildefonso, no en 1362, como escribió Rafael Floranes. También se edificó un Palacio real en el mismo recinto, ocupado por personajes de la Corte, y en la iglesia se enterró el infante Enrique de Castilla (1288-1299), hijo de don Sancho y de María de Molina o de Meneses. También se aposentó en el Palacio la reina Catalina de Lancaster. Es más, en este palacio tuvo lugar el nacimiento del rey Juan II de Castilla, padre de la reina Isabel la Católica, el 6 de marzo de 1405 y disfrutó de protección real; Isabel la Católica dotó al convento de una cátedra de Teología y además se enseñaban Artes; mantuvo este regio patrocinio hasta 1494, fecha en que los Reyes Católicos lo cedieron a Rodrigo de Ulloa y su mujer Aldonza de Castilla, señores de La Mota, por los servicios prestados por ella y su marido durante la guerra de sucesión castellana (1475-1479). Estos le dieron una custodia, la sacristía, bóvedas y una capilla mayor con retablo donde bajo sus armas fueron enterrados. No obstante, los monarcas y sus descendientes siguieron conservando el derecho a ser enterrados en la capilla mayor. Fray García de Castronuño, hijo profeso de este convento, obispo de Coria y confesor de la reina Catalina de Lancaster, labró la parte baja del claustro pero murió sin ver concluida la obra y fue enterrado bajo su efigie en alabastro en la capilla de Nuestra Señora de las Paces, antes de Santo Domingo, también en el monasterio. Diego de Deça, natural de Toro e hijo también de este convento, maestro del malogrado príncipe don Juan y confesor de los Reyes Católicos, fue obispo de Zamora, Salamanca, Jaén y Palencia, y luego arzobispo de Sevilla y de la archidiócesis primada de Toledo, hizo el sobreclaustro, el refectorio, la sala y los dormitorios del convento.
Su deterioro se acentuó con la ocupación por las tropas francesas y un incendio habido durante la Guerra de la Independencia (1808-1814). Fue clausurado temporalmente durante el Trienio Liberal (1820-1823) y seis de sus frailes fueron destinados al Convento de Santo Domingo de Zamora y doce al de Nuestra Señora de Jesús de Tábara por la Real Orden de 8 de mayo de 1821 sobre el arreglo de conventos de la provincia de Zamora, en cumplimiento de la Ley sobre monasterios y conventos (25-X-1820). El convento fue suprimido definitivamente por el ayuntamiento de Toro (20-VIII-1835), tras el R. D. de 25 de julio de ese año que suprimía los monasterios y conventos de religiosos con menos de 12 profesos. La exclaustración fue confirmada por el Real Decreto de 11 de octubre que suprimía los monacales.
Existe además una importante muestra de arquitectura ya plenamente religiosa, representada especialmente por el conjunto de iglesias mozárabes de los siglos XII y XIII, y la presencia de importantes conjuntos conventuales y monásticos de la ciudad, entre los que destacan el monasterio de Santa Sofía, la iglesia de San Julián de los Caballeros o la iglesia de Santo Tomás Canturianense.
Todos estos elementos, junto con unos magníficos ejemplos de arquitectura popular conforman un patrimonio abundante y de extraordinario valor, que en muchos casos forman parte del catálogo de elementos protegidos, como puede ser el caso del hospital de la Cruz o el Arco del reloj. Pero además, junto a este patrimonio edificado, la ciudad cuenta con un importante patrimonio arqueológico, que muestran el origen celtíbero de la ciudad y su relación con el pueblo vacceo que dominó estas tierras. De esta época data uno de los principales símbolos de la ciudad, el denominado verraco, un toro de granito hallado en la ciudad y que, probablemente, sea el origen del actual nombre de la ciudad.
La película española de 1985 Los paraísos perdidos se rodó principalmente en Toro y aparecen muchos de estos entornos históricos, presentando casi un documento de ese año.

### Fiestas
La ciudad de Toro muestra un rico legado relacionado con el arte, la historia, la gastronomía y el vino, que han dado lugar a un conjunto de tradiciones y festividades que, en algunos casos, han sido objeto de reconocimiento como «Fiesta de Interés Turístico Regional», como son los carnavales, la Semana Santa y la vendimia. Entre las principales festividades que se celebran en esta ciudad, destacan por su importancia y popularidad las de:
- Los Carnavales son una antigua tradición toresana que documentalmente se remontan a 1590 y cuya regulación actual se encuentra en unas ordenanzas municipales de 1909. Su celebración se mantuvo incluso durante la época de prohibición generalizada de este tipo de festividades populares en España durante parte del siglo XX, aunque durante esta época se denominaban Fiestas de Invierno. En 1975 vuelven a retomar su denominación originaria. Su notable popularidad fue objeto de reconocimiento en 1995, cuando la Junta de Castilla y León la declaró «Fiesta de Interés Turístico Regional».[48]
- La «Fiesta de la Vendimia», también declarada «Fiesta de Interés Turístico Regional» en 2003. Durante su celebración, tiene lugar un mercado medieval y un desfile de carros tradicionales. La espectacularidad de este desfile lo ha situado como acto central de la fiesta de la vendimia toresana. Se trata de un desfile de carros de tracción animal engalanados a la antigua usanza, con su carga de cestos de uvas y acompañados por vendimiadores de todas las edades vestidos con antiguos trajes de comienzos del siglo XX y sus aperos tradicionales.[49]
- La «Semana Santa toresana» fue declarada «Fiesta de Interés Turístico Regional» en diciembre de 2007. Este reconocimiento se basó en la valoración de su antigüedad, singularidad, imaginería y procesiones. Destaca la procesión de la mañana del Viernes Santo, en la cual la Cofradía de Jesús Nazareno y Ánimas de la Campanilla saca a la calle un conjunto de doce imágenes entre las cuales destacan el Santo Ecce Homo, Nuestro Padre Jesús de Nazareno (el titular de la cofradía) y Nuestra Señora de las Angustias en su Soledad. También destaca la procesión del Viernes Santo por la tarde. Es la Asociación del Santo Sepulcro y su Soledad.[50]
- La «Romería del Cristo de las Batallas», celebrada cincuenta días después del Domingo de Resurrección, coincidiendo con el Lunes de Pentecostés. El Cristo de las Batallas es el patrón de la ciudad de Toro, al que se le atribuyen numerosos milagros, muchos de ellos plasmados en la colección de exvotos conservados en la iglesia de San Sebastián.[51]
- La «Feria del Ajo» que tiene lugar en el mes de junio, en esta tradición, numerosos vecinos y vecinas establecen sus puestos de ajos en una céntrica plaza de la ciudad[52]
- Las «Ferias y Fiestas de San Agustín» (28 de agosto) tienen su origen se remontan a un privilegio dado en Valladolid el 10 de febrero de 1326 por el rey Alfonso XI, nieto de María de Molina. El origen de este privilegio se debe a la relación de este monarca con la ciudad de Toro, en la que pasó su infancia junto a su abuela, y a la necesidad de impulsar el comercio de esta ciudad. Ambas razones dieron lugar a que se concediera al Concejo de Toro una feria franca por 15 días, a partir de la virgen de agosto. En la actualidad, durante este festejo tiene lugar la denominada «Fuente de vino», espectáculo en el que se aúna, con mucho humor, toros y vino. La feria agroalimentaria sería la reminiscencia medieval de estas fiestas.[53]
- La «Fiesta de la Virgen del Canto», patrona de Toro, tiene lugar el 8 de septiembre, día de la Natividad de la Virgen. Los actos centrales tienen lugar en la ermita del mismo nombre, que también fue parroquia con el nombre de San Juan de la Puebla.[54]

### Arte
Desde el año 2021 se celebra en la ciudad La Iberoamericana de Toro, una muestra de arte contemporáneo donde las mujeres artistas de Iberoamérica, España y Portugal son las protagonistas. En la primera edición el país invitado fue México y en la segunda, en el año 2022, Perú.

## Ciudades hermanadas
El municipio de Toro participa en la iniciativa de hermanamiento de ciudades promovida, entre otras instituciones, por la Unión Europea. A partir de esta iniciativa se han establecido lazos de carácter cultural y turístico con las siguientes localidades:
- Condom, Francia[56]
- Dormagen, Alemania[56]